# Höhere Bundeslehranstalt für wirtschaftliche Berufe Saalfelden
Die Höhere Bundeslehranstalt für wirtschaftliche Berufe Saalfelden (HBLW Saalfelden) ist eine Höhere Bundeslehranstalt für wirtschaftliche Berufe und eine Bundesfachschule für wirtschaftliche Berufe in der Stadtgemeinde Saalfelden am Steinernen Meer in Salzburg.

## Geschichte
1973 wurde die dreijährige Fachschule für wirtschaftliche Frauenberufe in Saalfelden am selben Standort wie die Höheren Technische Lehranstalt Saalfelden gegründet. Im ersten Schuljahr 1973 gab es zwei Klassen mit insgesamt 40 Schülerinnen.
Die Fachschule wurde 1977 auf fünfjähriger Ausbildung mit abschließender Matura erweitert. Die Kochprüfungen (Vorprüfung zur Reifeprüfung) wurden 1979 eingeführt, die erste Matura fand 1980 statt.
Das Schülerheim für 40 Schüler wurde 1982 für die HBLW und die HTL im alten Gasthof Blattl in der Bräugasse in Saalfelden eröffnet. 2012 wurde angrenzend an die Schulen das neue Schülerheim Alm 34 eröffnet.
1987 wurde die Schule in Höhere Bundeslehranstalt und Bundesfachschule für wirtschaftliche Berufe umbenannt. Seit 1989 sind die Räumlichkeiten der HBLW und HTL baulich getrennt.
Anfang der 1990er Jahre wurde der Lehrplan geändert. Die Bereiche Fremdsprachen, Wirtschaft und Umweltökonomie wurden integriert. Die Anpassung des Lehrplans im Jahr 2003 brachte eine Erweiterung der Vertiefungen um den Bereich Internationale Kommunikation in der Wirtschaft (INKW), die nun seit 2019 Culture, Language and Tourism (CULT) heißt. Ebenfalls 2003 wurde die Schule zum ersten Mal mit dem Umweltzeichen zertifiziert.
Zu Beginn der 2000er Jahre wurde der Schwerpunkt Medieninformatik (MINF) eingeführt. Weiters wurde die Schule durch neue Klassenräume erweitert und die Lehrküchen und Serviceräume wurden vom dritten Stock in das Erdgeschoß verlegt. Sanierungen der Schülergarderobe, des Ateliers und des Konferenzzimmers fanden im Jahr 2006 statt. 2001 wurde die schuleigene Galerie Scolarta eröffnet.
2008 wurde die HTL erweitert und neue gemeinsame Bereiche wie Aula, Bibliothek und das Schulbuffet entstanden.
Der Fachbereich Kommunikation und Mediendesign (KOMD) wurde 2014 eingeführt, die Vertiefung Gesundheit, Ernährung, Ökologie und Soziales (GEOS) wurde 2017 integriert.
Am 24. Oktober 2023 feierte die Schule ihr 50-jähriges Bestehen.

## Ausbildung
Die HBLW Saalfelden bietet sowohl eine klassische Ausbildung für wirtschaftliche und Tourismusberufe als auch eine Ausbildung im Bereich Kommunikation- und Mediendesign (KOMD) an, welche fünf Jahre lang dauert und mit der Reife- und Diplomprüfung abschließt. Darüber hinaus kann auch die dreijährige Ausbildung in der Fachschule für wirtschaftliche und Tourismusberufe gewählt werden.
Die 5-jährige klassische Schullaufbahn umfasst eine Ausbildung in Betriebsorganisation und Küchen- und Restaurantmanagement, welche am Ende des 4. Jahrgangs mit einer Vorprüfung zur Reifeprüfung abgeschlossen wird. Mit dem Bestehen dieser Vorprüfung und der Reife- und Diplomprüfung erhält man die Abschlüsse als Hotel- und Gastgewerbeassistent, Restaurantfachmann und Koch.
Die klassische Ausbildung an der HBLW Saalfelden umfasst ab dem 3. Jahrgang zusätzlich eine Vertiefung in Medieninformatik (MINF), Culture, Language and Tourism (CULT) oder Gesundheit, Ernährung, Ökologie und Soziales (GEOS).
Im Rahmen der Ausbildung muss ein Praktikum von zwölf Wochen in einschlägigen Bereichen absolviert werden.

### Vertiefungen
Die Schule bietet die Vertiefungen Medieninformatik (MINF), Gesundheit, Ernährung, Ökologie und Soziales (GEOS), „Culture, Language and Tourism“ an.

#### Medieninformatik
Ab dem 3. Jahrgang bietet Medieninformatik einen Überblick über diverse Mediengestaltungsgebiete. Zu den Hauptinhalten gehören Printjournalismus- und Audiojournalismus, Cross-Media, Pressefotografie, Social Media und Veranstaltungsmanagement.
Praxisorientierung und Zusammenarbeit mit Experten aus verschiedenen Bereichen sind zentrale Aspekte dieser Vertiefung. In diesem Zusammenhang werden Radiosendungen, Jingles, Podcasts, Werbespots, Produktpräsentationen und Zeitungsartikel erstellt sowie Veranstaltungen geplant.
Die Vertiefung Medieninformatik vermittelt ein solides multimediales Grundwissen. Ziel ist die Entwicklung einer breiten Palette von Fähigkeiten, um in verschiedenen Wirtschaftsbereichen tätig zu sein.

#### Gesundheit, Ernährung, Ökologie und Soziales
Ab dem 3. Jahrgang werden in der Vertiefung GEOS Basisinhalte über das Zusammenspiel von Ernährung, Ökologie und Sozialem gelehrt.
Das Hauptziel von GEOS ist die Stärkung der Gesundheitskompetenz. Die angebotenen Module, darunter traditionelle europäische Heilkunde (TEH), Traditionelle Europäische Medizin (TEM), Gesundheitsförderung, Stressbewältigung, Achtsamkeit und globale sowie ökologische und ernährungsphysiologische Nachhaltigkeit schaffen eine Basis für eine gesunde Lebensweise in Beruf, Schule und Alltag.
Kenntnisse können durch den Erwerb zusätzlicher Zertifikate vertieft werden, z. B.: TEH-Praktiker (Basiszertifikat des WIFI) und Nordic-Walking-Instructor.

#### Kultur, Sprache und Tourismus
Der Lehrgang Culture, Language and Tourism bietet ab dem 3. Jahrgang durch einen praxisnahen Unterricht eine Vorbereitung auf die internationale Arbeitswelt.
Lernende haben die Möglichkeit, ihre Sprachkenntnisse in Englisch sowie Italienisch oder Spanisch zu vertiefen. Das Hauptziel besteht darin, die Mehrsprachigkeit sowohl für den Alltag als auch für die berufliche Kommunikation zu fördern. Den Schülern werden Einblicke in die kulturelle Vielfalt der Zielländer sowie Österreich ermöglicht. Zusätzlich bietet die Vertiefung die Gelegenheit, sich auf internationale Sprachzertifikate vorzubereiten.
Die Vielfalt der thematischen Schwerpunkte stellt sicher, dass Absolventen eine solide Grundlage für einen erfolgreichen Berufseinstieg sowie für weiterführende Bildungswege erhalten.
Hauptinhalte
- Bewerbungs- und Vorstellungsgespräch
- Vorbereitung auf das Praktikum im In- und Ausland
- Mehrsprachige Präsentationen von Hotels und Start-ups
- Tourismus und Kulinarik
- Kulturelle Vielfalt Österreichs und der Zielländer

### Kommunikations- und Mediendesign
Die Fachrichtung Kommunikations- und Mediendesign (KOMD) bietet ab dem ersten Jahrgang durch einen praxisnahen Unterricht einen vertiefenden Einblick in Mediendesign sowie Kommunikation. Neue Entwicklungen in den Bereichen Kommunikation, Medien und Informationstechnologie fließen dabei in den Unterricht ein. Die gestalterischen und musikalischen Fähigkeiten der Schüler werden gefördert, um die Vorstellungskraft und Kreativität zu fördern.
Ziel ist die Vermittlung von Fertigkeiten, welche in verschiedenen Berufsfeldern benötigt werden, beispielsweise in Kultur, Kommunikations- und Medienwirtschaft, Öffentlichkeitsarbeit und Marketing, IT-Management und Werbedesign.
Im Rahmen der Ausbildung muss ein Praktikum von acht Wochen absolviert werden. Diese Ausbildung entspricht inhaltlich der Ausbildung zur Mediengestalterin/zum Mediengestalter.
Hauptinhalte
- Presse- und Öffentlichkeitsarbeit
- Projekt- und Eventmanagement inkl. Sportsponsoring
- Printdesign und Fotografie
- Film- und Animationsproduktion
- Schauspielunterricht und Moderation
- Audio- und Radioproduktionen
- Webdesign inkl. der Erstellung von Apps
- Technisches Design mit Programmierung
- Projektarbeiten mit Experten aus der Praxis
- Präsentation der Produkte in der Öffentlichkeit

### Fachschule für wirtschaftliche Berufe, Gesundheit und Soziales
Die Fachschule für wirtschaftliche Berufe, Gesundheit und Soziales (FWGS) bietet eine dreijährige Ausbildung mit einer Vertiefung im gesundheitlichen und sozialen Bereich. Neben einer Zertifizierung als Restaurantfachmann und Bürokaufmann, bietet diese Ausbildungsform eine Grundausbildung im Gesundheits- und Sozialbereich.
Die Fachschule bietet in Kooperation mit dem WIFI Salzburg die Prüfung für das Basismodul Medizinischer Assistenzberufe an. Dies ermöglicht den Schülern den Einstieg in verschiedene medizinische Assistenzberufe. Die theoretische und praktische Ausbildung umfasst Themen wie Erste Hilfe, Gesundheitswesen, Hygiene, Ergonomie, Kommunikation, Teamarbeit, medizinische Terminologie und Dokumentation.
Das praxisorientierte Fach Wirtschaftswerkstatt ermöglicht es den Schülern Produkte herzustellen, zu vermarkten und zu verkaufen. Die Erlöse werden an soziale Einrichtungen oder Privatpersonen gespendet.
Ein achtwöchiges Pflichtpraktikum in den Bereichen Gastronomie, Verwaltung sowie Gesundheitswesen bietet Einblicke in die Berufswelt. Es besteht die Möglichkeit, das Praktikum im Ausland zu absolvieren.

## Projekte (Auswahl)

### Unternehmens- und Dienstleistungsmanagement
Das Fach Unternehmens- und Dienstleistungsmanagement wird im dritten Jahr der klassischen fünfjährigen Ausbildung unterrichtet. Im Zentrum des Unterrichts stehen die Organisation und Planung von Veranstaltungen und Projekten, z. B. einer Spendenaktion für das Frauenhaus Pinzgau.

### Wirtschaftswerkstatt
Die Wirtschaftswerkstatt gibt es als Unterrichtsfach nur in der dreijährigen Fachschule. Hierbei erstellen die Schüler selbst Produkte, vermarkten diese und verkaufen sie anschließend. Der gewonnene Erlös wird an eine soziale Einrichtung oder Privatpersonen gespendet. Das Praxisfach vereint somit Praxis und wirtschaftliches Denken, aber auch soziales Engagement.

## Praktikum und Erasmus+
Während der fünfjährigen Ausbildung an der HBLW Saalfelden zwischen der dritten und vierten Klasse muss ein zwölfwöchiges Unterrichtspraktikum absolviert werden, wobei das dritte Schuljahr schon Ende Mai endet. Das Praktikum kann entweder in der Gastronomie oder in einem Büro jeglicher Art absolviert werden. Das Programm Erasmus+ ermöglicht es den Schülern, das Praktikum im europäischen Ausland zu absolvieren.
Das Pflichtpraktikum der Schüler aus der Fachrichtung Kommunikations- und Mediendesign umfasst nur acht Wochen, wobei diese nicht an einem Stück absolviert werden müssen. Das Praktikum muss in Bereichen wie Marketing, Mediendesign, Webmedien, Printmedien oder im Social-Media-Bereich eines Unternehmens stattfinden. Ein Auslandspraktikum ist auch hier möglich.

## Abschlüsse
Die Absolvierung der klassischen fünfjährigen Ausbildung (HLW) beinhaltet gleichzeitig den Abschluss der Lehrberufe Hotel- und Gastgewerbeassistent, Restaurantfachmann und Koch. Auch die volle Anrechnung verwandter Lehrberufe wie Bürokaufmann und Betriebsdienstleistung und Gastronomiefachmann ist gegeben.
Die Absolvierung der Fachrichtung Kommunikations- und Mediendesign (KOMD) ermöglicht die volle Anrechnung verwandter Lehrberufe wie Bürokaufmann und Betriebsdienstleistung. Man absolviert im Rahmen der Ausbildung ebenso eine Berufsausbildung als Mediengestalter.
Die Absolvierung der dreijährigen Fachschule (FWGS) beinhaltet gleichzeitig den Abschluss der Lehrberufe Restaurantfachmann und Bürokaufmann sowie eine volle Anrechnung des verwandten Lehrberufs Gastronomiefachmann.

## Auszeichnungen

### Umweltzeichen
Die HBLW trägt das Österreichische Umweltzeichen seit 2003 als erste HLW Österreichs und einzige Schule Salzburgs. Als Trägerin dieses Abzeichens legt die Schule ein besonderes Augenmerk auf Mülltrennung, Energiesparinitiativen und die Stärkung des Umweltbewusstseins durch Bildung und umweltfreundliche Schulprojekte, z. B. eine „Mobile Woche“. Umweltberatende Schüler (UBS) sind für die Bewusstseinsbildung zuständig und übernehmen die Planung von Umweltprojekten.

### Fairtrade
Die HBLW Saalfelden wurde 2014 als erste Schule in Österreich mit dem Gütesiegel Fairtrade-School ausgezeichnet. Die Schule hat einen Fairtrade-Stand, an dem wöchentlich ein Verkauf von fair gehandelten Snacks, Schokoladen, Trockenfrüchte und Nüssen stattfindet.

## Besonderheiten

### Scolarta
Der Begriff Scolarta der HBLW setzt sich aus den lateinischen Wörtern scola (dt. Schule) und ars (dt. Kunst) zusammen und bezeichnet die 2001 von Lisa Kschwendt gegründete Galerie im Hochparterre der HBLW Saalfelden. Dort besteht für Künstler die Möglichkeit, Werke auszustellen und eine Vernissage zu veranstalten. Die Planung und Durchführung der Veranstaltungen findet im Rahmen des Unterrichtsfachs Event- und Cateringmanagement (APCM) der Fachrichtung Kommunikations- und Mediendesign (KOMD) unter der Leitung von Mag. Robert Kalss statt. Im Jahr 2022 gewann die Scolarta den Regionalitätspreis der Regionalmedien Salzburg in der Kategorie Kunst/Kultur/Brauchtum. Ausgestellt haben u. a. bereits Wang Jixin, Roswitha Foch, Karoline Maahs-Franke und Reinhard Niedermüller.